# Bușteni
Bușteni város Romániában, Munténiában, Prahova megyében, Bukaresttől 135 km-re északra. A hozzá tartozó település: Poiana Țapului.

## Fekvése
7 km hosszan nyúlik el a Prahova-völgyben, a Bucsecs-hegység lábánál. Az egyik legkedveltebb hegyvidéki üdülőhely az országban, ez egyrészt a csodálatos természeti adottságainak, másrészt annak a számtalan téli és nyári kikapcsolódási lehetőségnek köszönhető, amely a városban és környékén megtalálható.
A város fölött magasodik, 2291 m-es magasságban, a Caraiman-csúcson az első világháború román katonáinak emlékműve, a 25 m-es Hősök Keresztje Emlékmű (románul Crucea Eroilor Neamului). Az emlékművet 1928-ban leplezték le két éven át tartó építése után.

## Történelem
Az első lakosok 1800 körül telepedtek le a Szarvas-völgyben, ezt követően hullámokban érkeztek nagyobb számban telepesek, akik a törökök sorozatos támadásai miatt menekültek a hegyvidékekbe.
1848-ban orosz csapatok foglalták el, 1854-ben pedig osztrák csapatok fennhatósága alá került.
A település fejlődése egyenesen arányos az infrastruktúra fejlesztésével (1846: a Câmpina–Predeál közti út kiépítése, 1879: a Ploiești–Predeál vasút megépítése; mindkettő érintette Bușteni települését is).
Leghíresebb üzeme az 1882-ben alapított papírgyár volt. Ezt az 1989-es rendszerváltás után bezárták, majd a 2010-es években lebontották.

## Lakossága
| Nemzetiségek        | 2002  | 2002   |
| ------------------- | ----- | ------ |
| Románok             | 10368 | 99,09% |
| Romák               | 44    | 0,42%  |
| Magyarok            | 25    | 0,23%  |
| Németek             | 15    | 0,14%  |
| Lipovánok           | 2     | 0,01%  |
| Törökök             | 1     | 0,01%  |
| Görögök             | 1     | 0,01%  |
| Bolgárok            | 1     | 0,01%  |
| Olaszok             | 1     | 0,01%  |
| Csángók             | 1     | 0,01%  |
| Zsidók              | 1     | 0,01%  |
| Szerbek             | 1     | 0,01%  |
| Egyéb nemzetiségűek | 1     | 0,01%  |
| Összesen            | 10463 | 100,0% |

## Turizmus
A város hangulatán, építészetén, térrendezésén érezhető az északról, Brassó megyéből és Szebenből érkező szász hatás.
E kellemes hangulatú kisvárostól, felvonók, telekabinok visznek fel a település fölé magasodó, 2000 m-es hegycsúcsokra. A Caraiman-csúcs mellett, a turisták által leginkább látogatottabb a Baba Mare csúcs (2292 m), a tetején található a Babele sziklacsoport (Öreg hölgyek, a Küklopszok oltárának is nevezik), melyet az erózió alakított ki, hasonlóan az innen néhany szász méternyire található Szfinx nevű sziklaképződményhez (2216 m tenger szint feletti magasságban). A Szfinxnek oldalról nézve emberi fej alakja van, mely az ég felé néz.

## Testvérvárosok
- Moissy-Cramayel, Franciaország
- Djerba-Midoun, Tunézia

## Galéria

A Szfinx

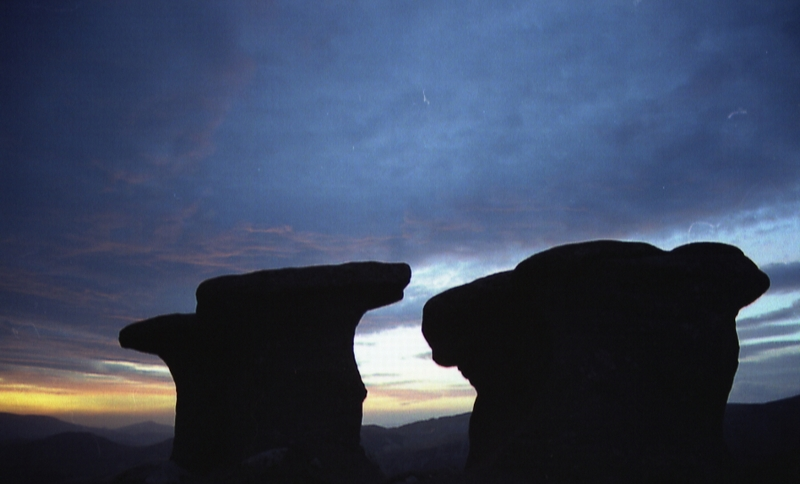
Babele
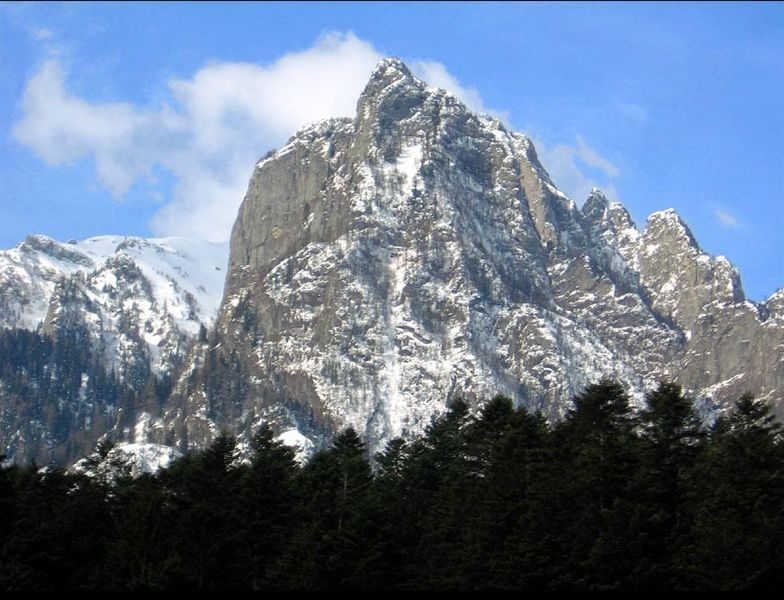
A Caraiman-csúcs Bușteniből nézve
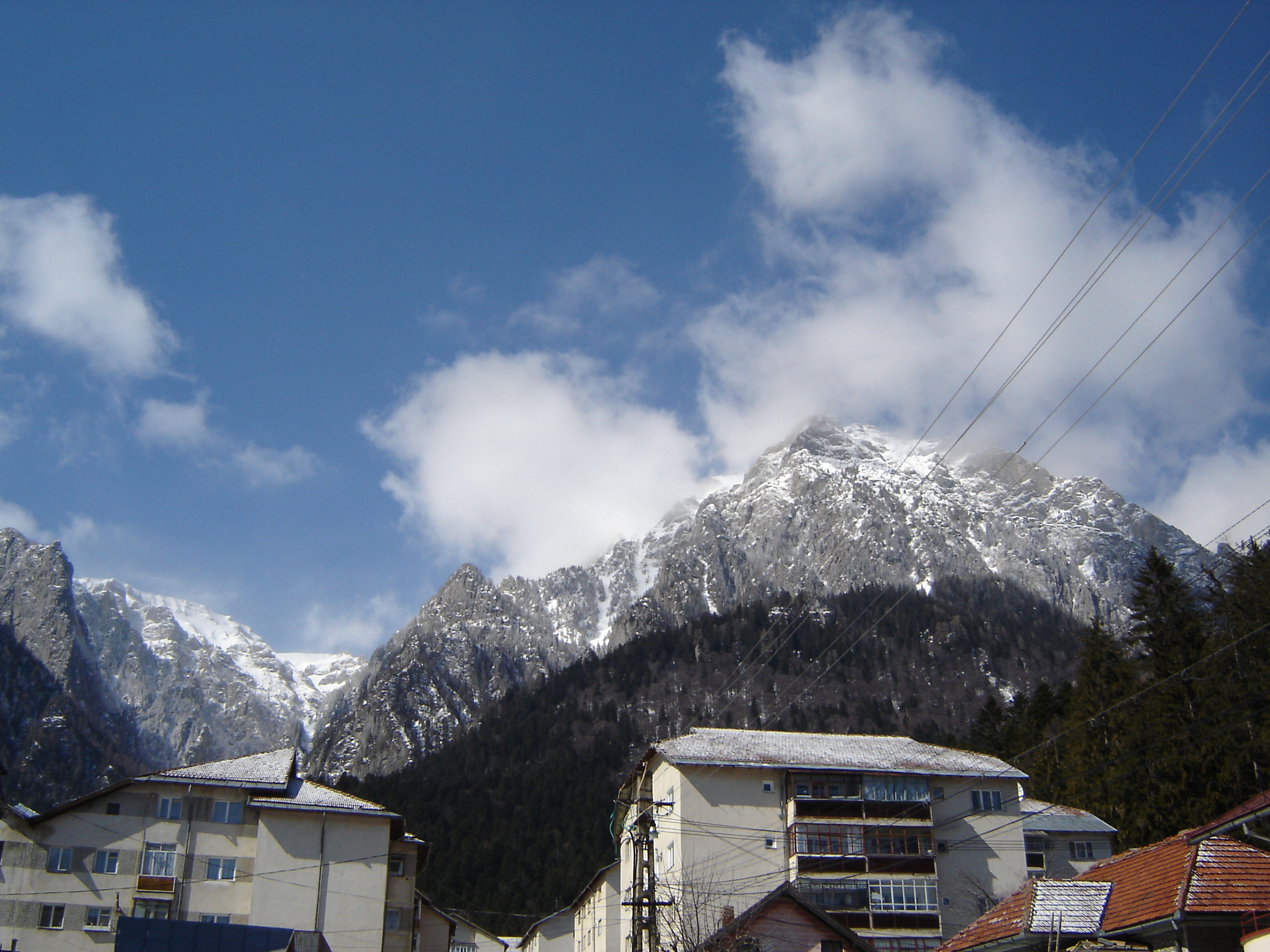
A Caraiman-csúcs
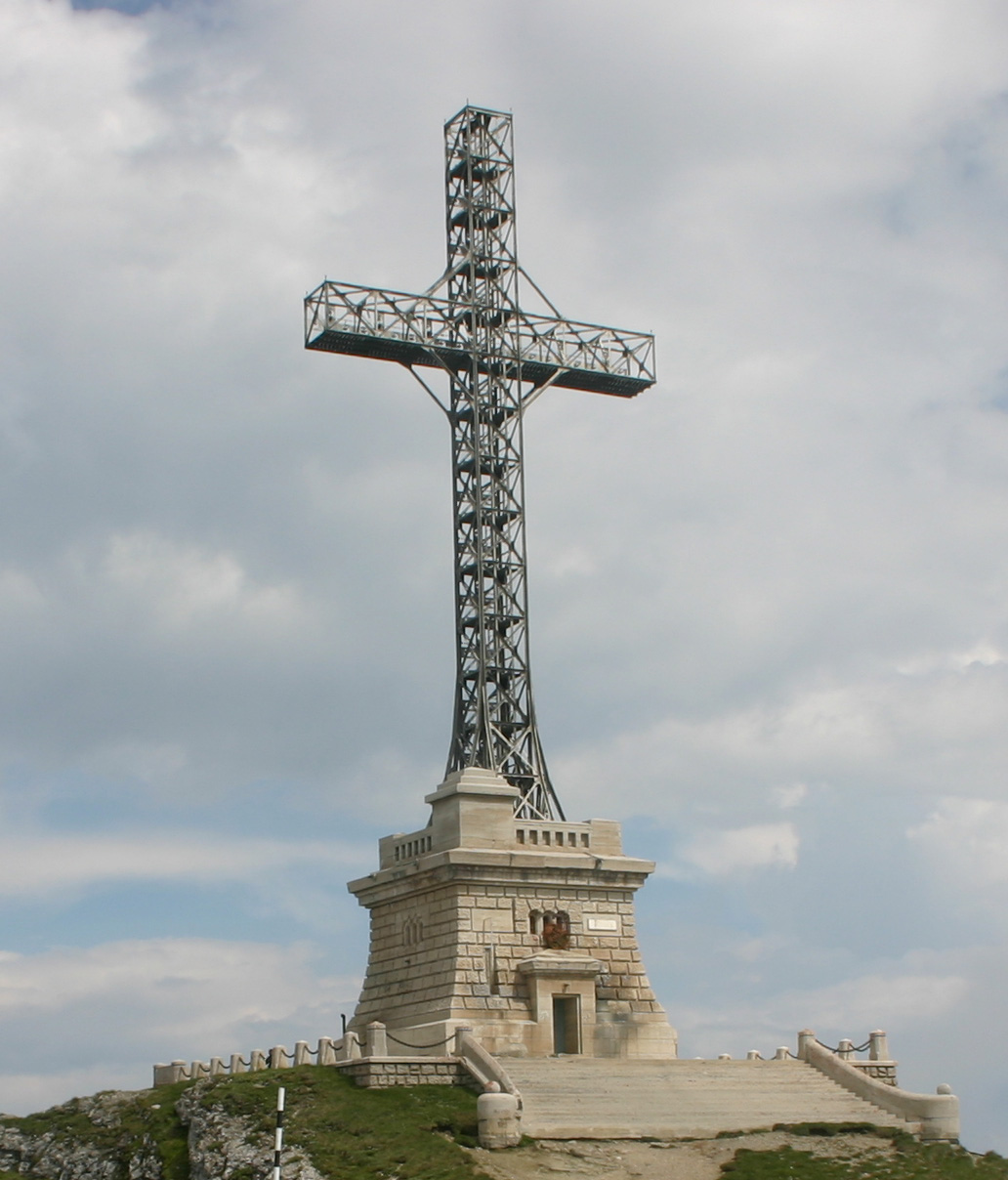
A Hősök Keresztje Emlékmű
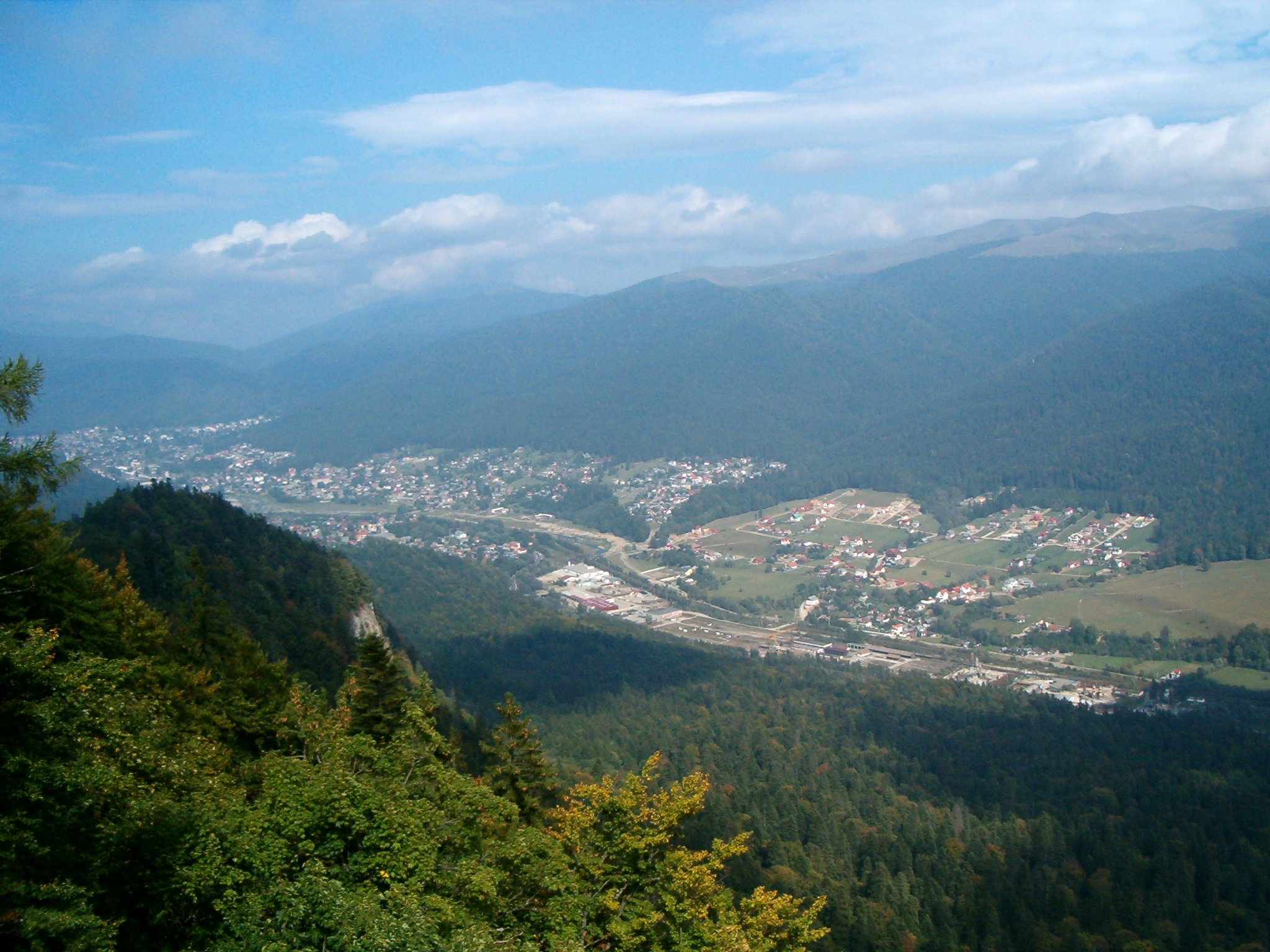
A város
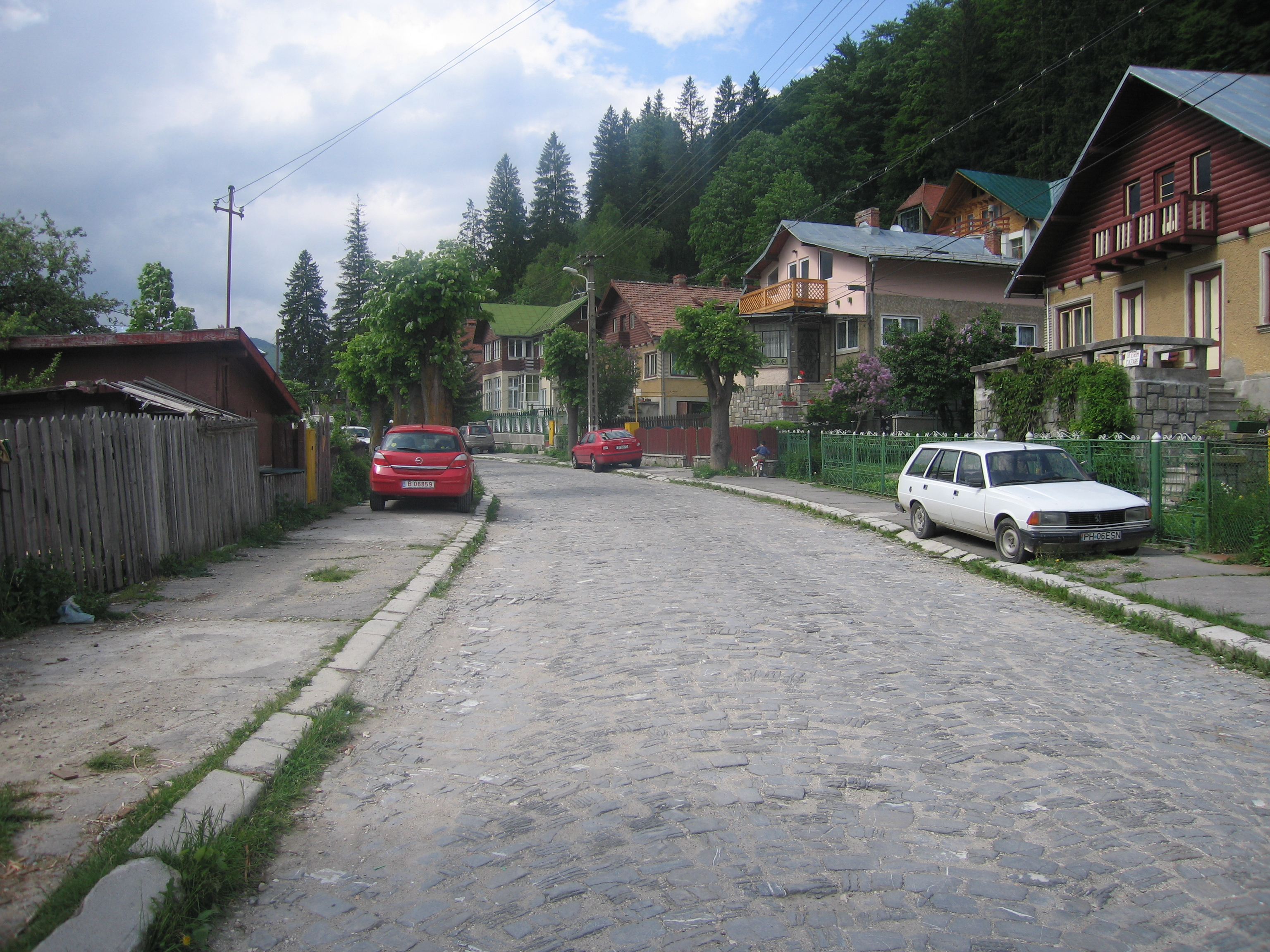
Hegyvidéki, kisvárosi hangulat